# Careproctus novaezelandiae
Careproctus novaezelandiae är en fiskart som beskrevs av Andriashev, 1990. Careproctus novaezelandiae ingår i släktet Careproctus och familjen Liparidae. Inga underarter finns listade.